# دوري سان مارينو 2016–17
دوري سان مارينو 2016–17 (بالإيطالية: Campionato Dilettanti 2016-2017)‏ هو الموسم 32 من  دوري سان مارينو. أقيم بتاريخ 9 سبتمبر 2016، وأشرف على تنظيمه اتحاد سان مارينو لكرة القدم، وكان عدد الأندية المشاركة فيه  15، وفاز فيه نادي لا فيوريتا.